# Kanadische Badmintonmeisterschaft 2014
Die Kanadische Badmintonmeisterschaft 2014 fand vom 4. bis zum 8. Februar 2014 in Vancouver statt.

## Medaillengewinner
| Disziplin    | Gold                         | Silber                        | Bronze                         |
| ------------ | ---------------------------- | ----------------------------- | ------------------------------ |
| Herreneinzel | David Snider                 | Stephan Wojcikiewicz          | Alexander Pang                 |
| Dameneinzel  | Michelle Li                  | Kristen Tsai                  | Rachel Honderich               |
| Herrendoppel | Adrian Liu Derrick Ng        | Philippe Charron Alvin Lau    | Andrew D’Souza Sergiy Shatenko |
| Damendoppel  | Alexandra Bruce Phyllis Chan | Grace Gao Rachel Honderich    | Joycelyn Ko Brittney Tam       |
| Mixed        | Derrick Ng Kristen Tsai      | Philippe Charron Phyllis Chan | Joshua Yu Michelle Li          |